# Мантас Калнієтіс
Мантас Калнієтіс (лит. Mantas Kalnietis Калнетіс; нар. 6 вересня 1986 року в Каунасі, Литовська РСР, СРСР) — литовський професійний баскетболіст, гравець баскетбольного клубу «Локомотив-Кубань» і збірної Литви, призер чемпіонату світу та чемпіонатів Європи в складі збірної.

## Кар'єра
Мантас Калнієтіс починав займатися баскетболом в школі «Жальгіріс» Арвідаса Сабоніса, де виступав два з половиною роки. У другому сезоні виступів в середньому набирав 17,7 очка за гру і віддавав 4,3 результативні передачі. 

### Клубна
На професійному рівні Мантас Калнієтіс дебютував в лютому 2006 року в команді «Жальгіріс» з рідного Каунаса. Виступаючи з командою в Євролізі гравець в середньому за матч набирав 6,8 очок з відсотком реалізації 0.650.
У 2008 році допоміг команді завоювати титул чемпіона Балтійської ліги, два титули чемпіона Литви (2007 і 2008), а також двох кубків Литви (2007 і 2008). У 2007 році також виступав у Літній лізі УЛЕБ, де був визнаний MVP турніру. 
Брав участь в турнірі Reebok Eurocamp в Тревізо (2006 і 2008).  
Найбільш вдалим для гравця став сезон 2008-09. У чемпіонаті Литви  Калнієтіс набирав 11,3 очка, а в Євролізі - 8,5 очок і віддавав 3 передачі за матч. Кращий показник за очками в Євролізі припав на 10 грудня 2008 року в матчі проти «Сієни» гравець набрав 20 очок, однак це не допомогло команді перемогти. 
У червні 2009 року Калнієтіс підписав трирічний контракт з «Бенеттон»   , проте через діючого контракту з «Жальгірісом» ФІБА скасувала перехід.  27 грудня 2010 гравець знову підписав розширений контракт на три роки з «Жальгірісом».  Однак у жовтні 2012 року було оголошено, що Калнієтісом цікавиться російський клуб «Локомотив-Кубань». В результаті, 5 жовтня 2012 року гравець уклав трирічний контракт з «Локомотивом».

### Міжнародна
За національну збірну Литви Калнієтіс дебютував в 2005 році на що проходив в Росії чемпіонаті Європи для юнаків до 20 років. В середньому за матч набирав 11,5 очок і віддавав 4,8 результативних передач.
У складі збірної виступав на чемпіонаті світу 2006 року. На турнірі в середньому за матч набирав 6 очок і віддавав 2,8 передач. На чемпіонаті світу 2010 року в Туреччині виходив у стартовій п'ятірці та грав на позиції розігруючого захисника. Бронзовий призер чемпіонату світу 2010 року в складі національної збірної Литви.

## Досягнення

### Клубні
Литва «Жальгіріс»
- Чемпіон Балтійської ліги : 2008, 2010, 2011, 2012
- Чемпіон Литви : 2007, 2008, 2011, 2012
- Володар Кубка Литви: 2007, 2008

 Росія «Локомотив-Кубань»
- Переможець Єврокубка 2012/13

 Італія «Олімпія Мілан»
- Чемпіон Італії : 2018
- Володар Кубка Італії діє до: 2016
- Володар Суперкубка Італії діє до: 2016 2017

### Міжнародні
- Срібний призер чемпіонату Європи серед юнаків до 20 років : 2005
- Бронзовий призер чемпіонату світу : 2010
- Срібний призер чемпіонату Європи : 2013, 2015

### Індивідуальні
- Переможець конкурсу з кидків зверху Балтійської ліги : 2007
- Учасник Матчу всіх зірок чемпіонату Литви : 2007, 2009, 2010, 2011, 2012
- MVP Літньої ліги УЛЄБ : 2007
- Переможець конкурсу з кидків зверху чемпіонату Литви : 2008

## Нагороди
- Кавалер Лицарського хреста ордена Великого князя Литовського Гедиміна ( Литва, 2010 рік )
- Кавалер Офіцерського хреста ордена «За заслуги перед Литвою» ( Литва, 2013 рік)